# България във Втората световна война
Историята на България по време на Втората световна война включва първоначален период на неутралитет до 1 март 1941 г., период на съюзяване със Страните от Оста до 9 септември 1944 г. и период на присъединяване към Съюзниците през Втората световна война до края на войната. В българската историография до 90-те години на XX век най-често участието на България на страната на Оста се пренебрегва, а това на страната на Съюзниците е наричано по съветски образец Отечествена война. В годините на Втората световна война, в зависимост от променящата се военнополитическа обстановка, българската армия провежда няколко частични мобилизации. Още през юли – август 1939 година се попълват няколко съединения, които се развръщат на югоизточната граница, за нейното прикриване в случай на война с Турция. С присъединяването на България към Тристранния пакт в началото на 1941 година българските части действат с мирновременния си състав, като част от тях се комплектуват до щатовете за военно време с частична мобилизация. В резултат на мобилизацията през февруари и март 1941 г. съставът под знамената от 100 000 нараства близо три пъти, като във войската са мобилизирани 295 000 души, в трудови войски – 25 000, а в български държавни железници – 28 250. След обявяването на война на Англия и САЩ в края на 1941 г. мобилизационното развръщане нараства отново. Увеличава се численият състав на двата корпуса, намиращи се извън пределите на старата граница. Нарастване на армията има и през 1944 година. Попълнени са 11 дивизии и 4 бригади от 44 000 души.

## България преди войната
Сключването на Версайската система от мирни договори (1919 г.), която фиксира края на Първата световна война, прехвърляйки цялата вина само върху победените, поставя началото на пътя към Втората световна война. Териториално и икономически ограбени, национално унизени и лишени от собствена армия, победените държави стават гнездо на един неизбежен реваншизъм. Идеята за ревизия на мирните договори се предвожда от Германия, особено след като през 1933 г. Хитлер идва на власт. Германия започва да отхвърля една след друга ограничителните клаузи на Версайския договор. Разочарованата от резултатите от Първата световна война Италия също започва експанзионистична политика и окупира Етиопия. Далновидните политици си дават сметка, че избухването на войната е въпрос на време. Инициативата на фашистките държави не се посреща с решителност от страна на Англия и Франция. Що се отнася до СССР, Москва никога не се примирява със загубените след Първата световна война територии и също се ориентира към ревизия. В тази сложна обстановка за България няма алтернатива освен да поддържа своя неутралитет и необвързаност. В началото на 30-те години неутралитетът дава своите първи плодове с премахването на репарационните задължения. След като се допуска въоръжаването на Германия, не закъснява и „пробивът“ за България. На 31 юли 1938 г. България подписва със страните от Балканския пакт Солунската спогодба, която премахва ограничителните военни клаузи за страната. Чрез тази спогодба България отхвърля най-тежките клаузи на Ньойския договор, без да нарушава своя неутралитет и необвързаност и без да поема допълнителни ангажименти в замяна на възвърнатото право. Оттогава външната политика на България се подчинява на стремежа за постигане на мирна ревизия.

## България като неутрална страна по време на войната

### Дипломация, насочена към ревизия на Ньойския договор
През 1938 година настъпват съдбоносни за европейския мир събития. На 30 септември 1938 година е подписано Мюнхенско споразумение, с което под германски натиск Англия, Франция и Италия се съгласяват от Чехословакия да се откъсне Судетската област, в която преобладава германско население. То дава надежди, че мирната ревизионистична вълна ще достигне и Балканския полуостров. Този акт е първият след войната, който променя териториалното статукво след 1919 година. Цар Борис III взема пряко участие в преговорите, като изиграва ролята на куриер между Лондон и Берлин. Неговото участие в подготовката на договора показва, че българската дипломация ще продължи да търси мирна ревизия на Ньойския договор.

### Крайовска спогодба
След Мюнхен българското правителство се подготвя за практическа реализация на своите цели – възвръщането на държавните територии, принадлежали на България до Букурещкия договор (1913 г.). Като най-реалистично се очертава искането за коригиране на границата в Южна Добруджа, тъй като СССР също възнамерява да подложи Румъния на ревизионистичен натиск. През пролетта на 1939 година министър-председателят Георги Кьосеиванов издава и разпространява до българските дипломатически представители секретна директива под №19, в която степенува българските искания: Южна Добруджа – до границите, определени от Берлинския конгрес; Беломорска Тракия – в границите, определени от Букурещкия договор (1913 г.) и евентуално предадените на Югославия с Ньойския договор Западни покрайнини. Целта на Георги Кьосеиванов е да се неутрализират Турция и Югославия и по този начин да се окаже натиск върху Балканския пакт по оста Атина-Букурещ. На 23 август 1939 година СССР и Германия сключват Пакта Рибентроп-Молотов. Договорът се смята за една от най-важните стъпки, довели до избухването на Втората световна война. Двете тоталитарни сили разпределят помежду си Източното пространство на Европа и така се развързват ръцете на Германия да нападне Полша на 1 септември 1939 г., с което се поставя началото на Втората световна война. За българската дипломация става ясно, че ще може да продължи своята политика на неутралитет, само ако войната не достигне българските граници. През пролетта на 1940 година германските войски разгромяват за няколко дни своите противници в Западна Европа и на преден план излизат промените в Югоизточна Европа. Използвайки ангажираността на Германия на запад, в съгласие с договореностите между двете страни, на 28 юни 1940 година съветските войски започват връщането в границите на СССР на Бесарабия и Буковина. За България това е удобен момент да окаже натиск върху Букурещ, за да си върне Южна Добруджа. Лавирайки между Москва и Берлин, България издейства съгласието на румънската дипломация за преговори. На 7 септември 1940 година в румънския град Крайова се подписва Крайовската спогодба между България и Румъния, по силата на която Южна Добруджа се връща на България. По този начин политиката на мирна ревизия дава своите първи резултати.

### Натиск за включване във войната
На 27 септември 1940 г. в Берлин се подписва Тристранен пакт между Германия, Япония и Италия. Пактът формализира сътрудничеството на трите държави във военната област и до известна степен поделя света на сфери на влияние – Европа, Африка и Близкият изток за Германия и Италия, Източна Азия и Тихия океан – за Япония. Той отправя и своеобразно предупреждение към САЩ да запазят неутралитет, за да не бъдат принудени да воюват на два фронта. След това започва масиран натиск от страна на Германия и Италия спрямо България за нейното присъединяване към Пакта. На 16 октомври 1940 година германският външен министър Рибентроп иска от София в двудневен срок да определи политиката си спрямо Пакта. На същия ден в Рим Мусолини заявява на българския посланик, че Италия очаква от България да се включи в предстоящата война срещу Гърция. В София разбират, че между Италия и Германия няма съгласуваност, което ѝ дава възможност да отхвърли и двете предложения. Два дни преди италиано-германския натиск управляващите в София са предупредени и от английския крал Джордж VI, че ако България се нареди сред противниците на Британската империя, то тя ще се превърне в театър на бойни действия. САЩ също се включват в дипломатическия натиск срещу България. След горчивите уроци на предишните войни страната избира да протака и отлага обвързването до последния възможен момент. СССР също участва активно в натиска върху България, като се стреми да придобие изключителни права в източната част на Балканите. На 12 и 13 ноември 1940 година съветският външен министър Вячеслав Молотов посещава Берлин, за да получи съгласието на Хитлер СССР да предостави на България гаранции, подобни на тези, които Германия предоставя на Румъния. Става въпрос за придобиване на съветски бази на българските пристанища и летища. Хитлер отклонява това предложение, но Молотов се опитва да постигне целите си с пряк демарш в София. В София пристига главният секретар на съветското външно министерство Аркадий Соболев, който предлага сключване на пакт за взаимопомощ и признаване на интересите на двете страни в Черноморския басейн. Предложението на Соболев и неговата мисия в страната се придружават от шумна кампания на комунистическата партия, която събира подписки в подкрепа на съветското предложение. Но правителството се опасява от преждевременното включване на страната във войната и отклонява поканата. По този начин първата офанзива за присъединяването на България към воюващите завършва с неуспех.

## България на страната на Тристранния пакт

### Присъединяване към оста Рим-Берлин-Токио
В края на 1940 г. БЗНС „Пладне“, начело с Г. М. Димитров предлага на БРП започване на въоръжена съпротива срещу властта. Целта е възстановяване на демокрацията и недопускане на евентуално обвързване с Хитлеристка Германия. ЦК на БРП отхвърля предложението, поради обвързаността им с Коминтернa и с подкрепата си за Пакта Рибентроп-Молотов. През януари 1941 г. БЗНС организира внушителна акция против подготвяното присъединяване на България към Тристранния пакт. Скоро след това Г. М. Димитров и заместниците му започват подготовка за преврат, съвместно с британските тайни служби. През февруари 1941 г. заговорът е разкрит. Като цяло в началото на 1941 година обстановката на полуострова се променя. В Пакта се включват Румъния и Унгария. След началото на Итало-гръцката война Гърция месеци наред оказва упорита съпротива на италианските дивизии в Албания. Това може да доведе до дебаркирането на значително по-големи английски части в Гърция и откриването на нов европейски фронт. Естествен път за това е България, което налага включването на страната в Тристранния пакт. В пореден опит за печелене на време управляващите в София настояват в него едновременно да влезе и Югославия. Основният им мотив е, че на границата с България гърците са изградили укрепената линия „Метаксас“, докато границата между Гърция и Югославия не е укрепена и оттам нападението ще бъде по-лесно. Едва след като в Белград потвърждават готовността си да се включат в Пакта и изхождайки от факта, че в Румъния е разположена германска армия, която няма дълго да чака България за коридор към Гърция, правителството решава да влезе в Пакта. На 1 март 1941 година във Виена министър-председателят Богдан Филов подписва присъединяването на България към Тристранния пакт, като на България се обещава излаз на Бяло море от устието на р. Струма до устието на р. Марица. На този етап териториите на Егейска Македония западно от р. Струма, вкл. и Солун Хитлер обещава за излаз на Бяло море на Югославия. Същия ден войските на Вермахта започват да навлизат в страната и да се дислоцират по южната граница. Веднага след този акт английските и американските дипломати напускат страната. На 2 март 1941 г. Народното събрание е свикано на извънредна сесия. Откривайки я председателят на НС Логофетов в своята реч подчертава значението на немско-руския съюзен договор за включването на България в пакта: „Ние българите формално и фактически се разбрахме с нашите сърдечни приятели германците и италианците и техният съюзник Япония, без да нарушаваме традиционното си искрено приятелство с руския народ, приятел на силите на Оста.“ Министър-председателят Филов в декларацията на правителството, подчертавайки, че България фактически се присъединява към съществувалия тогава германо-съветски съюз, заявява: „Ние смятаме, че пактът който подписахме не нарушава договорите, които имаме със съседите и че ще продължим нашата политика на традиционно приятелство със Съветския съюз.“
На 25 март 1941 г. и Кралство Югославия също подписва във Виена договор за присъединяване към Тристранния пакт и така застава на страната на Оста Рим-Берлин. Два дни по-късно обаче, на 27 март 1941 г. в Белград избухват безредици, организирани от група просъюзнически настроени офицери и политици, свързани с британските тайни служби, които извършват държавен преврат. По този начин държавата фактически остава извън Тройния съюз.
При тези обстоятелства Германия променя плановете си и започва война на 6 април, едновременно срещу Гърция и срещу Югославия. Тя е подкрепена от Италия и Унгария, но не успява да си осигури военното участие на България. Въпреки няколкото югославски бомбардировки София не реагира. Тя за пореден път избягва пряк военен сблъсък с мотива, че ще пази югоизточния фланг на атаката, където е концентрирана армията на неутрална Турция, откъдето са постъпили разузнавателни данни, че Анкара се готви да се намеси във войната на страната на Съюзниците. След последвалия блицкриг резултатът е крах за Югославия и разгром на Гърция.

### Окупационни зони в Югославия и Гърция
Още преди 17 април, денят, когато Югославия капитулира, българското правителство започва интензивни преговори с Германия и Италия за контрол над части от територията ѝ. Междувременно Италия предявява претенции към голяма част от Западна Македония, след като е окупирала още през 1938 г. Албания. Веднага след навлизането си през април в западните части на Гърция и Югославия, Мусолини декларира, че ще присъедини към Албания всички територии там, в които живеят албанци. От друга страна Иван Михайлов е тясно свързан с немското и особено италианското разузнаване, а неговата идея за създаване на самостоятелна македонска държава вече е обсъждана в Берлин и Рим. България също е реагирала с иницииране създаването на Български акционни комитети във Вардарска Македония, които се опитват да вземат контрола над местната администрация, подготвяйки основата за българска инвазия. Цар Борис иска спешна среща с Хитлер, която се състои на 18 април. В резултат е постигнато политическо споразумение България да поеме контрола върху Поморавието и територията на Вардарска Македония до река Вардар, макар цар Борис III да настоява да получи по „историко-емоционални причини“ и части западно от тази зона (Охрид). Договореният преди това излаз на Бяло море от устието на р. Струма до устието на р. Марица като цяло се запазва. Отклонено е искането на България за Централна и Западна Егейска Македония. Все пак българите там създават по-късно своя автономистка организация – Охрана.
Така на 19 април, наречен Българският Великден, българските войски навлизат в Югославия, а на 20 април в Гърция и то без да се налага да водят активни бойни действия. По този начин българското правителство, съгласувано с Германия и Италия, изпраща войскови подразделения в редица територии, населени с българи. Българската армия е посрещната на повечето места като освободителка, цар Борис III е обявен за „цар-обединител“, а правителството повдига неимоверно своя престиж.
Малко по-късно, след допълнителни преговори, Охрид също е предаден на България от италианците на 24 май 1941 г. В резултат под българска администрация попадат по-големият дял от Вардарска Македония, източният дял на Егейска Македония, Западна Тракия, Западните покрайнини и Поморавието при западна граница със Сърбия по Санстефанския мирен договор. Съгласно т. нар. спогодба „Доктор Клодиус“, България поема временен ангажимент да замени германските войски на територията на Македония, Моравско и Западна Тракия, като създаде администрация на тези райони и запази различни германски икономически интереси там. Българската армия има само охранителни функции в новоосвободените земи. Те са дадени „под временно българско управление“. Окончателното прокарване на границите е оставено за след войната.
За въздигането на новоосвободените земи България увеличава бюджета си от 8,46 милиарда лева в 1940 г. на 14,39 милиарда в 1942 г. (1,7 пъти) и на колосалните 27,58 милиарда в 1943 г. (3,3 пъти) при относително еднакъв курс към долара през 1941 – 44 г. С тези десетки милиарди на българския народ се преобразяват изостаналите под чуждо управление области – построяват се нови училища, болници, гари, пристанища, жп линии, граждански и промишлени обекти, отводняват се блата, прокарват се пътища, изграждат канали за напояване на Сярското поле, корабостроителници в Кавала и на о. Тасос, благоустрояват се селищата, залесяват се голите баири, оставени от чуждото управление.
Политиката по отношение на завареното гръцко население, състоящо се предимно от Малоазийски преселници, обаче е коренно противоположна. Тя е в отговор на политиката на генерал Йоанис Метаксас, чиито диктаторски режим през 1936 г. забранява употребата на български език не само на публични места, но и като домашен. Местните българи без разлика на тяхната възраст са принуждавани да учат гръцки език и са подложени на жестоки репресии, а изявите на българско самосъзнание са абсолютно забранени. В резултат българската държава налага политика на жестоки репресии над местното гръцко население, затваряйки гръцки училища и забранявайки изучаването на гръцки език. Тази политика цели пълното експулсиране на гърците от региона. Гръцките кметове, учители и други официални лица са депортирани или избити. Българската власт конфискува цялата собственост на гръцкото население и я прехвърля на българското. Като последица от тези действия, гръцки партизани и цивилни организират Драмското въстание в края на септември 1941. Въстанието е потушено безкомпромисно, като 3000 въстаници (от които 1000 невъоръжени) са убити, а в следващите седмици българската армия убива 15 000 гърци, като в някои области са разстреляни цели села. Българската окупация е най-смъртоносна за гръцкото население – българската армия избива общо 40 000 гърци, докато Германия екзекутира 21 000, а Италия – 9000. Междувременно започва заселване на тези територии с напусналото ги след Първата световна война българско население, както и с нови заселници от Старите земи.
Освен в пряко присъединените към България райони на Пиротско и Вранско, германците изискват от България да дислоцира войски във вътрешността на Сърбия. Причината е да се освободят балканските сили на Вермахта, за да се хвърлят на Източния фронт, а функциите им за борба с четниците и партизаните да се поемат от България. Така през януари 1942 г. българските войски проникват дълбоко в сръбска територия, вкл. и в Шумадия. Окупационното пространство включва: северно от Голак планина, източно от река Ибър, гр. Кралево и Крагуевац, южно от гр. Лапово, западно от българската граница. След излизането на Италия от войната през лятото на 1943 г., български части заемат и централните части на Егейска Македония със Солунско (без самия град) и Халкидическия полуостров.

### Усложняване на вътрешната и международната обстановка
След като укрепва позициите си на Балканите, Хитлер започва поредната си военна кампания – срещу СССР. На 22 юни 1941 година войските на Вермахта преминават границите на СССР. Два дни след германското нахлуване Англия и Съединените щати обявяват, че ще подкрепят Русия. След избухването на войната със СССР, макар и съюзник на Германия, България продължава да поддържа дипломатически отношения със СССР и не изпраща редовни войски на Източния фронт. Цар Борис III не позволява на фронта да замине дори и легион от доброволци (подобно на испанската Синя дивизия), въпреки че в Германската легация в София били постъпили 1500 молби на български младежи – ратници и легионери, които искат да се бият срещу болшевизма.
Веднага след започването на военните действия на Източния фронт, българските комунисти, направлявани от Коминтерна, започват курс на въоръжена борба. Решението за това е взето на 24 юни 1941 година. За разлика от окупираните страни, където партизанското движение е насочено срещу окупатор, в България то е насочено срещу собственото правителство, което дава отражение върху размаха и целите на движението. Правителството има силна обществена подкрепа в този момент, тъй като успява да запази страната от военен разгром, не изпраща български войски по фронтовете и присъединява към България почти всички територии, населени с българи. Така че правителството няма големи затруднения с ограничаване и противодействие на съпротивата, особено в началния период от разгръщането ѝ. На нелегалното движение се нанасят удари, след като се разкриват конспиративните центрове, а ръководителите на съпротивата се арестуват и осъждат на смърт и дългогодишни срокове затвор. Комунистите си дават сметка, че сами няма да могат да се справят с властта и започват да търсят единодействие с други опозиционни групи.
Като основен опозиционен поток се очертава т.нар. Легална опозиция, която включва остатъците от традиционните политически партии, стоящи на принципите, осветени от Търновската конституция. Сред тях са БЗНС „Врабча 1“, Демократическата партия на Никола Мушанов, бившите сговористи, събрани около Атанас Буров и част от социалдемократите. Те не признават въоръжената форма на съпротива и затова отказват да се включват в комбинации с комунистите. Тези партии са обвързани с традиционните ценности на конституционализма и западната демокрация, затова те смятат, че спасението на страната е в установяването на тесни връзки със САЩ и Англия. Алтернатива на опозицията е Политическият кръг „Звено“, части от Социалдемократическата и Радикалдемократическата партии и БЗНС „Пладне“. Със своите радикални и авторитарни възгледи те са склонни към евентуално сътрудничество с комунистите.

#### Символична война
На 7 декември 1941 г. бившите британски колонии Канада, Австралия и Нова Зеландия обявяват война на Царство България, след нападението над Пърл Харбър и обявената от Третия Райх война на САЩ същия ден. Пет дни по-късно на 12 декември същото прави Великобритания. В отговор на следващия ден 13 декември 1941 г. българският парламент приема декларация за обявяване на война на Великобритания и на САЩ, които обаче не обявяват война на Царството цели шест месеца. Царство България успява единствено да убеди немците да не обявява война на СССР и запазва със Съветите пълните си дипломатически отношения, чак докато те самите не обявяват война на България на 5 септември 1944 г. Така наречената Символична война е повод за Англо-американските бомбардировки на България не само над военни, но предимно над цивилни обекти и гражданско население в Дупница, София, Скопие, Стара Загора, Казанлък, Враца, Горна Оряховица, Ниш, Карлово и други български градове, които малобройната българска авиация заедно с подпомагащи я немски сили бранят. На англо-американците са нанесени загуби във военни чинове: 256 убити (159 в бой, 28 безследно изчезнали, 69 умрели от раните си. 333 пленени; неуточнен брой ранени свалени самолети:185 бомбардировача и изтребителя, и неуточнен брой повредени самолети. Българските и немските загуби са: военни чинове – 23 убити в бой (22 българи, 1 немец) мирно българско население и др.: 4208 убити, починали от рани и безследно изчезнали; 4744 ранени, увредени сгради: 12 657, свалени самолети: 27, повредени самолети: неуточнен брой.

### Извънредно законодателство
Включването на България във войната променя рязко вътрешнополитическата обстановка. Засилва се изпълнителната власт. Още през април 1940 година е гласуван Закон за гражданската мобилизация, с който правителството поема прякото ръководство над по-голямата част от стопанския сектор в страната. Засилват се мерките против свободата на словото и печата, ограничават се правата на кореспонденция, сдружавания и събрания. На 21 януари 1941 година влиза в сила Законът за защита на нацията (ЗЗН). Той копира голяма част от германското законодателство по отношение на евреите, които загубват своите граждански и политически права. Забраняват се смесените бракове, отнемат се голяма част от еврейските имоти, предвижда се концентриране на еврейското население в отделни населени места. На базата на ЗЗН през август 1942 година се създава Комисарство по еврейските въпроси начело с убедения привърженик на хитлеристките възгледи Александър Белев. Опасността за българските евреи надвисва в края на 1942 година, когато Германия започва да оказва натиск върху българското правителство за „окончателно решение на еврейския въпрос“ в рамките на Европа. На 12 февруари 1943 година Министерският съвет приема спогодба за изселването на 20 000 български евреи в Германия. Правителството няма проблем с приемането ѝ, защото евреите от анексираните територии не получават българско поданство по силата на антисемитското законодателство. През март 1943 година са депортирани 11 343 евреи от Тракия, Македония и Пиротско, а 8657 допълващи бройката до 20 000 са подготвени за депортация от довоенните територии на царството. Това поставя началото на масови протести на българите, подкрепени практически от някои обществени фактори – ръководството на православната църква, депутати, ръководители на професионални организации и др. В резултат правителството и царят са принудени временно да преустановят депортацията, а няколко месеца по-късно – и да се откажат от нея.
За разлика от острата реакция на българското общество срещу депортацията, по-скоро с одобрение се посреща решението на правителството през 1942 г. с което са разтурени и забранени към 20 тайни структури свързани с еврейството – масонските ложи, ротарианците, ционистки организации, пен-клуб и т.н. Тези структури остават извън закона отново и след края на войната.

### Допълнително усложняване на вътрешната и международната обстановка
Междувременно все повече се засилва борбата на комунистите против правителството. Радиостанция „Христо Ботев“ излъчва програмата на Отечествения фронт (ОФ). Това е предложение на комунистите за създаване на широк обществен фронт против правителството. В тази програма се настоява България да не участва пряко във военните действия, да се отзоват българските войски от съседните държави, да се скъса съюза с Оста и страната да се присъедини към антихитлеристката коалиция. В областта на вътрешната политика се обещава възстановяване на Търновската конституция и предвидените от нея права и свободи. Тъй като инициативата произхожда от комунистите, останалата част от опозицията отхвърля тяхното предложение. През февруари 1943 година, след като съветската армия надделява над войските на Вермахта при Сталинград, започва постепенно прелом в хода на военните действия. Кризата се задълбочава от смъртта на цар Борис III през август 1943 г., който е най-авторитетната, консолидираща фигура в българския политически живот. През септември 1943 г. е обявена окончателно и капитулацията на Италия. Това усложнява положението на България като германски съюзник.
Тъй като новият цар Симеон II е малолетен, се избира регентство в състав Богдан Филов, генерал Никола Михов и княз Кирил, брат на починалия цар, с което се нарушава конституцията, тъй като роднини на монарха нямат право да бъдат регенти. За министър-председател регентите посочват дотогавашния финансов министър Добри Божилов. Новото правителство е притиснато от активизираната дейност на въоръжената опозиция. Още от началото на 1943 година комунистите започват да създават своя военна организация, която централизира партизанското движение. В отговор правителството създава жандармерия за борба с партизаните, която нерядко прибягва до разстрели. Така конфликтът между партизани и правителство все повече се задълбочава, вместо да затихне. През пролетта на 1944 г. правителството решава да ликвидира партизанското движение. Мобилизирани са около 100 000 войници, полицаи и жандармеристи в масови акции срещу партизаните. Резултатът обаче е далеч от желания – с наближаването на Червената армия към България повече хора се присъединяват към партизанските формирования. Едновременно с вътрешните проблеми, все повече се засилва натискът от Москва. На 18 май 1944 година съветското правителство връчва остра нота на България с искането България незабавно да скъса съюза с Германия. Още същия ден кабинетът на Добри Божилов подава оставка, за да не даде категоричен отговор. Образуваното на 1 юни 1944 година правителство на Иван Багрянов има за задача да намери изход от задълбочаващата се криза.

## България на страната на Съюзниците

### Политическа и военна криза
На 26 август 1944, под заплахата от настъпващата в Румъния Червена армия, правителството на Иван Багрянов обявява неутралитет на България във войната между Германия и Съветския съюз. То се разпорежда германските войски да напуснат страната, а отказващите да бъдат разоръжени. Същевременно, правителството започва в Египет сепаративни преговори за мир с Великобритания и САЩ, но те пропадат. Междувременно на 12 август парламентарната опозиция и Отечественият фронт излизат с обща декларация за създаване на „ново конституционно правителство“. След натиск от страна на Москва и директива на Георги Димитров Отечественият фронт се отказва от подписа си под декларацията. Оставена без подкрепата на ОФ, парламентарната опозиция съставя на 2 септември 1944 г. ново правителство, което прави последен опит да предотврати обявяването на война от Съветския съюз на България. За няколкото дни от своето съществуване то прекъсва дипломатическите отношения с Германия, иска официално примирие от САЩ и Великобритания и започва изтеглянето на българските войски от териториите, анексирани от Югославия и Гърция. През този период след консултации в София Иван Михайлов пристига в Скопие с намерение да провъзгласи създаването на Независима република Македония, но разбирайки, че съдбата ѝ отново е предрешена, той се отказва. Независимо от тези обстоятелства на 5 септември Съветския съюз обявява война на Царство България. Въпреки това, правителството на Константин Муравиев обявява война на Нацистка Германия на 8 септември 1944 г., като същия ден войските на СССР навлизат в страната. Муравиев е свален на следващия ден в Деветосептемврийския преврат.
До септември 1944 г. на българската армия не се налага да организира и води мащабни военни действия. Фронтовите линии минават далеч от територията на страната, а българското правителство устоява на германския натиск и не изпраща войски на Източния фронт. Така на практика, военните действия започват след идването на власт на правителството на Отечествения фронт. То е ръководено от Кимон Георгиев („Звено“) и незабавно подписва примирие със Съветския съюз, като се включва във войната срещу Германия. Създадената през есента на 1944 г. обстановка на Балканите е благоприятна за реализирането на външнополитическата програма на югославските политици да възстановят довоенните граници на Югославия. Като бивш съюзник на Третия райх българската държава попада в тежка международна изолация. За изход от създалата се ситуация тя не може да разчита на подкрепата на Румъния, чието положение е сходно с това на България. Отношението на Турция е открито неприязнено, а колкото до Гърция – страната е пред прага на гражданска война. При това положение като най-стабилен партньор на правителството на ОФ на Балканите е аналогичният Национален комитет за освобождение на Югославия (НКОЮ). Първият проблем, който се изправя между управниците на бъдеща Югославия и България, е отказът от военно сътрудничество с доскорошните окупаторски войски. В плановете на Съветското върховно главно командване се залага използването на свежите български войски в бойните операции на тази територия, тъй като е ясно, че югославските партизани не могат да разчитат на успех. В резултат на 5 октомври 1944 г. в Крайова се сключва спогодба за военно сътрудничество между България и представители на съпротивата от окупирана Югославия. Постигнато е съгласие до края на войната да не се повдига въпроса за Западните покрайнини, както и този за Пиринския край. На 6 октомври Сталин съобщава на Георги Димитров, че българските войски трябва да бъдат изведени окончателно от Беломорието. Това е едно от условията на Великобритания при определяне зоните на влияние на Балканите, което Съветският съюз приема, за да получи политическия контрол върху Румъния и България. На 28 октомври е подписано Московското примирие. С него България официално преминава на страната на Съюзниците.

### Военни операции срещу Третия Райх
Самото участие на България във войната срещу Германия преминава през две фази. Първата фаза обхваща времето от септември до края на ноември 1944 година. Българските войски действат на територията на Македония, Източна Сърбия и Косово. В първата фаза България участва с три армии – Първа, Втора и Четвърта, а Трета армия не се включва в операциите срещу Третия Райх, като остава дислоцирана на границата с Турция. За успешното участие във войната на Българската армия се налага да извърши мобилизация и стратегическо развръщане на определените за настъпление войски. Мобилизацията се провежда организирано и към 1 октомври 1944 г. общата численост на армията достига около 445 000 души.
В първите няколко дни след 9 септември 1944 г., български войски, съвместно с партизански и съветски части, отблъскват настъпващите по направлението Кюстендил-София германски войски. На 11 септември германска разузнавателна рота с един танк преминава през Кула и стига до село Войница без да срещне съпротива, опитвайки се да установи присъствието на съветски войски в района, след което се оттегля на сръбска територия, водейки ариергардни престрелки с български войници, доброволци и партизани.
На 18 септември 1944 г. българската армия преминава в оперативно подчинение на командващия III Украински фронт маршал Фьодор Толбухин. Мобилизирането на българската армия (преименувана на Българска народна армия) започва на 18 септември и приключва в края на същия месец. Пред българската армия, като част от силите на съветския III Украински фронт, се поставя задачата да осигури левия фланг на Червената армия, да разгроми противниковите сили в Сърбия и Вардарска Македония и да прекъсне пътя за отстъпление на Група „Е“ от германските армии от Гърция по долините на реките Морава, Вардар и Ибър. Военната група възлиза на 10 дивизии, 8 бригади и други войскови сили. От 8 до 14 октомври 1944 г. българските войски провеждат настъпателната Нишка операция – разгромена е елитната VII СС дивизия и е овладян Ниш. От 8 октомври до 19 ноември се провежда Страцинско-Кумановската операция – овладени са Страцин, Куманово, Скопие. По същото време се води и Брегалнишко–Струмишката операция, в резултат на която частите на Вермахта са изтласкани от Царево село, Кочани, Щип, Струмица, Велес и други селища. От 21 октомври до 30 ноември се провежда Косовската операция, при която са овладени градовете Подуево, Прищина, Косовска Митровица, Рашка и Нови пазар. С това приключва първата фаза на войната.
Втората фаза започва от декември 1944 г. и продължава до май 1945 г. През това време българската армия участва в освобождаването на Северна Югославия и навлиза в Южна Унгария и Източна Австрия. Във втората фаза България участва със 110 000 войници, обединени в Първа българска армия – III, VIII, X, XI, XII, XVI пехотна дивизия както и бронирани и моторизирани войски. От 22 до 28 декември 1944 г. се води Сремската операция. От 31 декември същата година военните действия се пренасят на унгарска територия. От 6 до 19 март 1945 г. по време на Дравската операция се водят ожесточени боеве между българската армия и немските войски в района на река Драва. От края на март до средата на април в главен боен театър се превръща районът на река Мур (Мурска операция). Последните сражения с германските войски се водят в Австрия, в околностите на Клагенфурт, както и в Босна от края на април до около 15 май 1945. Капитулацията на Нацистка Германия (9 май 1945 г.) заварва българските войски достигнали до района на Клагенфурт в подножието на Австрийските Алпи, където те установяват контакт с частите на Осма британска армия. Българските войски продължават да се сражават до 15 май с все още оказващите съпротива части на Вермахта и хърватските войски в Австрия, Словения и Босна до пълния им разгром и вземане в плен.

## Последици
Въпреки показаните от Българската армия високи бойни качества на териториите на Унгария и Югославия и приноса ѝ за окончателния разгром на Нацистка Германия, страната остава в международна изолация и попада в съветската сфера на влияние. На Потсдамската конференция, където съюзниците признават на Италия статут на съвоюваща страна, Йосиф Сталин предлага това да бъде направено и за България, но Хари Труман и Уинстън Чърчил / Клемент Атли отказват да обсъждат въпроса, настоявайки преди това за прилагане на решенията на Ялтенската конференция за провеждане на избори и възстановяване на либералната демокрация в страната. По това време България е принудена да изхранва 200,000 души от Червената армия, разквартирувани в страната до подписването на Парижкия мирен договор от 1947 г.
На 8 септември 1946 в присъствие на съветски войски в България се провежда референдум, след който страната е обявена за „народна република“. Новият министър-председател Георги Димитров започва политика на постепенен преход към комунистически модел на управление и тоталитарна държава. Води курс на тясно сближение с комунистическа Югославия. Съвместно с нея и с гръцките комунисти продължава целенасочената политика на македонизация на населението в Македония. Димитров се ориентира към Югославия, тъй като целта му е обединение на България с тази страна. За спойващо звено трябва да послужи Македония, която трябва да се влее във федерацията като единна федеративна република, а в замяна България ще получи обратно Западните покрайнини. По това време се води гражданска война в Гърция и България прави сондажи за откъсване на контролираната от гръцките комунисти Западна Тракия, а Югославия на Егейска Македония с цел присъединяването им към бъдещата федерация. Политиката на БРП е подчертано против националните интереси на България и е подчинена на идеята за Балканска федерация, прокламирана преди това от Коминтерна, чийто бивш генерален секретар е Димитров.
На Парижката мирна конференция през 1947 г. e подписан мирен договор, според който границите на България се възстановяват във вида, в който са съществували до 1 януари 1941 г., т.е. преди подписването на Тристранния пакт. Искането на България за Западна Тракия е отхвърлено, освен това тя се задължава да демилитаризира южната си граница. Парижкият договор предвижда репарации, които в много отношения са по-тежки от наложените от Ньойския договор в края на Първата световна война. Подписването на мирния договор лишава западните съюзници от основното им средство за политически натиск върху режима в България. Конференцията обаче не признава на България правото на съвоюваща държава, като „за“ са само делегациите на Беларуската ССР, Чехословакия, Украинската ССР и Югославия, а „против“ – делегациите на САЩ, Великобритания, СССР, Франция, Гърция и др. В същото време статут на съвоюваща страна, какъвто е отказан на България, е признат за Италия, която воюва на Източния фронт срещу Съветския съюз, както и срещу британските части в Северна Африка и американците на Апенините.
Следва провеждане на нов референдум, отново в присъствие на съветски войски, на който е приета републиканска конституция, известна като Димитровска конституция. Така през 1947 година са положени и правните основи на комунистическия режим, който ще управлява страната през следващите десетилетия. С това се слага край на фасадната многопартийност от първите години след Деветосептемврийския преврат и окончателно се утвърждава тоталитарната система. Скоро след това, през 1948 г. поради разрива в отношенията между Тито и Сталин, проектът за южнославянска федерация е изоставен, а България недвусмислено се оформя като сателит на СССР.